# Италиански съюз на борбата
Италиански съюз на борбата (ФИК) (на италиански: Fasci Italiani di Combattimento, FIC) е фашистка политическа партия в Кралство Италия.

## История

### Създаване и ранни години
ФИК е основана като сливане на две други движения: Fasci d'Azione Internazionalista и предишна група, която започва да се нарича Fasci Autonomi d'Azione Rivoluzionaria. През 1915 г. членовете на Fasci започват официално да се наричат „фашисти“. Отхвърля марксизма, но твърди, че подкрепя социализма, използвайки известния цитат на френския социалист Луи Бланки, „Този, който има желязо, има хляб“ на заглавната страница на своя вестник Il Popolo d'Italia. Fasci е републиканска партия и Мусолини говори за желанието си войната да „може да разпадне монархията“ през април 1915 г. Мусолини обвинява италианския крал Виктор Емануил III, че е прогерманец и „неутралист“.

### Консолидиране
Поради подкрепата на Мусолини за италианската намеса в тогавашната Първа световна война партията получава финансова подкрепа от Ансалдо (фирма за въоръжение) и други компании. През 1917 г. се твърди, че Мусолини е подкрепян от Британската дирекция за военно разузнаване, като се предполага, че му се плаща седмична заплата в размер на 100 паунда; тази помощ се казва, че е била дело на сър Самуел Хоре. Въпреки това, независимо от финансовата подкрепа, която той приема, социалистическите критици на Мусолини отбелязват, че той е свободен да напише каквото пожелае в своя вестник „Il Popolo d'Italia“, без предварително да бъде санкционирано от финансовите си поддръжници.
Първата среща на Fasci d'Azione Rivoluzionaria се провежда на 24 януари 1915 г. На срещата Мусолини заявява, че е необходимо Европа да разреши своите национални проблеми – включително и на националните граници – на Италия и на други места „за идеалите на справедливостта и свободата, за които потиснатите народи трябва да придобият правото да принадлежат към тези национални общности, от които те са изкоренени“. В хода на дискусията по въпроса за иредентизма Мусолини заявява, че „трудният въпрос за иредентизма е поставен и решен в рамките на идеалите на социализма и свободата, които обаче не изключват запазването на положителен национален интерес“.
През март 1915 г. Мусолини обявява иредентистката позиция на движението към Триест, в която заявява, че Триест „трябва да бъде и ще бъде италиански чрез война срещу австрийците и при необходимост срещу славяните“ в статия от 6 април 1915 г.
Fasci получава идеологическо влияние от други членове, различни от Мусолини, като например Прецолини, който преди е бил член на Италианската националистическа асоциация. През декември 1914 г. се присъединява към Il Popolo d'Italia, за да пише за него.

### Преименуване и последни дни
На 23 март 1919 г. Fasci d'Azione Rivoluzionaria е преименувана във Fasci Italiani da Combattimento. През 1919 г. Версайския договор дава на Италия Южен Тирол, Трентино, Истрия и Триест от Австрия. Въпреки това Италия също иска Фиуме (Риека) и района на Далмация на Адриатическото крайбрежие, поради което се чувстват несправедливо третирани. През март 1919 г. Мусолини създава Fasci di Combattimenti (бойната група), която хвали подкрепата на недоволните безработни ветерани от войната.
През 1921 г. партията е трансформирана в Национална фашистка партия (Partito Nazionale Fascista, PNF). Мусолини съчетава идеологии от няколко различни политически партии. Започва политическия си живот като социалист, редактор на социалистическото списание „Аванти“, но е изгонен, когато подкрепя намесата в Първата световна война. След това започва група, наречена Fascio di Combattimento (Италиански съюз на борбата), като получават много популярност.

## Избори
| Година  | # от гласовете             | % от общия вот | # от общите места | +/– | Лидер           |
| ------- | -------------------------- | -------------- | ----------------- | --- | --------------- |
| 1921 г. | част от Национални блокове | —              | 37 / 535          | —   | Бенито Мусолини |